# Grant City
Grant City – miasto w Stanach Zjednoczonych, w stanie Missouri, siedziba administracyjna hrabstwa Worth.